# Jan XIX
Jan XIX (łac. Ioannes XIX, właśc. Romanus, ur. w Tusculum, zm. 20 października 1032 w Rzymie) – papież w okresie od 19 kwietnia 1024 do 20 października 1032.

## Życiorys
Jego prawdziwe imię to Romanus; był bratem Benedykta VIII i Alberyka III. Papieżem został dzięki poparciu swoich krewnych – hrabiów Tusculum, którzy traktowali papiestwo jako swoją własność. Był człowiekiem świeckim, dlatego podczas jednego dnia otrzymał wszystkie potrzebne święcenia, co było sprzeczne z prawem kanonicznym. Zatrudnił w Pałacu Laterańskim swojego drugiego brata, Alberyka, pełniącego wcześniej funkcję sędziego miejskiego.
Popierał reformy kluniackie i utrzymywał przyjazne stosunki z Odilonem, opatem Cluny. Za udzielanie rozmaitych godności kościelnych żądał wysokich sum, więc podejrzewano, że zamierza sprzedać Konstantynopolowi prymat papieski, czyli tytuł patriarchy ekumenicznego. Cesarz Bazyli II przybył do Rzymu z hojnymi datkami, co skłaniało Jana do przystania na propozycję. Spowodowało to jednak stanowczy sprzeciw opatów z Cluny, więc Jan musiał zrezygnować ze swoich zamiarów.
26 marca 1027 roku papież dokonał koronacji Konrada II na cesarza, w obecności Rudolfa III i Kanuta Wielkiego. Nowy cesarz nie przysiągł strzec Państwa Kościelnego, ani nie odnowił „przywileju ottoniańskiego”. Wymusił natomiast na Janie, by ten ogłosił, że Akwileja ma stać się „metropolią wszystkich Kościołów Włoch”.
Papież zmarł w Rzymie, a pochowano go w bazylice św. Piotra.